# Rachel Sennott
Rachel Anne Sennott est une actrice, humoriste et scénariste américaine, née le 19 septembre 1995 à Simsbury dans le Connecticut aux États-Unis.
Sennott démarre dans le stand-up, principalement via des scènes ouvertes, en parallèle de ses études. Après des apparitions dans des courts métrages et dans des web-séries de la chaîne Comedy Central, elle se fait remarquer grâce à sa performance dans le film Shiva Baby (2020), qui reçoit un accueil chaleureux en festivals.
Elle est notamment connue pour ses rôles dans les films Bodies Bodies Bodies (2022) et Bottoms (2023), ainsi que pour son rôle récurrent dans la série télévisée The Idol (2023).

## Biographie

### Jeunesse
Rachel Sennott est née à Simsbury dans l'état du Connecticut en 1995. Elle est de descendance italienne et irlandaise et a été élevée dans la religion catholique. Elle obtient son diplôme du lycée de Simsbury en 2014 et part faire ses études à la Tisch School of the Arts de New York, où elle est diplômée en 2017. Elle y rencontrera notamment ses futurs collaboratrices, Emma Seligman et Ayo Edebiri.

### Débuts dans le stand-up (2016-2019)
Rachel Sennott commence à s'intéresser au stand-up durant ses études quand elle monte sur scène durant une scène ouverte alors qu'elle était en plein rendez-vous galant. Elle continuera à faire du stand-up tout au long de ses études, tout en jouant dans des courts métrages étudiants, dont Shiva Baby d'Emma Seligman.
En 2018, Sennott commence à faire de l'humour sur le réseau social Twitter avec des courtes vidéos humoristiques ou en écrivant des tweets à caractères humoristiques, parfois plusieurs fois par jour. Durant une interview, elle dévoile ne pas s'être sentie à l'aise quand elle faisait partie du milieu de la scène ouverte new yorkais car elle avait l'impression que le public se moquaient d'elle, plus qu'ils ne rigolaient avec elle. Elle se tourne donc vers la scène alternative, avec des performances régulières avec le collectif It's A Guy Thing. En 2018, elle crée deux spectacles Puke Fest et Ur Gonna Slp Rlly Well Tonight. Durant la pandémie de Covid-19, elle se tourne vers le réseau social Instagram pour des performances en directe.
L'humour de Sennott devient rapidement populaire dans le milieu de la scène humoristique alternative, notamment avec son personnage de jeune femme désordonnée se plaignant de sa vie sentimentale et financière. En 2019, elle est nommée l'une des six meilleures comédiennes de la scène alternative par Time Out, citant son humour satirique sur la vie et la culture de la génération Y. Sa vidéo où elle parodie une jeune femme de Los Angeles devient également l'un de ses sketchs les plus populaires.

### Transition vers la comédie (depuis 2020)
En 2020, elle développe des web-séries pour la chaîne Comedy Central avec son amie Ayo Edebiri, puis elle fait ses débuts au cinéma avec le film indépendant Tahara d'Olivia Peace. La même année, Emma Seligman lui propose de jouer et co-produire une adaptation cinématographique du court métrage étudiant dans lequel Sennott tenait déjà le rôle principal, Shiva Baby. Diffusé dans plusieurs festivals, le film reçoit des critiques positives, notamment sur son accessibilité et sa représentation de la bisexualité, du judaïsme et de l'anxiété, mais aussi sur son scénario et sa bande originale. La performance de Sennott est également encensé par les critiques.
En 2021, elle obtient son premier rôle principal à la télévision avec la sitcom Call Your Mother. Néanmoins, la série est annulée après sa première et unique saison, en raison de mauvaises audiences. L'année suivante, son rôle dans la comédie noire Bodies Bodies Bodies lui permet également de se faire remarquer par la critique américaine, étant cité comme l'un des points forts du film.
En 2023, elle interprète Leia, un personnage récurrent dans la série télévisée The Idol de la chaîne HBO. La série reçoit un accueil majoritairement négatif mais les performances de Sennott et quelques autres acteurs sont néanmoins saluées. La même année, elle retrouve Emma Seligman et Ayo Edebiri avec la comédie Bottoms, qu'elle co-écrit avec Seligman. Diffusé en avant-première au festival South by Southwest, le film reçoit un accueil chaleureux des spectateurs et de la critique.

## Filmographie

### Cinéma
- 2018 : Shiva Baby (court métrage) d'Emma Seligman : Danielle
- 2020 : Tahara (en) d'Olivia Peace : Hannah Rosen
- 2020 : Shiva Baby d'Emma Seligman : Danielle (également productrice déléguée)
- 2022 : Appendage (court métrage) d'Anna Zlokovic : Ella
- 2022 : Bodies Bodies Bodies d'Halina Reijn : Alice
- 2022 : Susie Searches (en) de Sophie Kargman : Jillian
- 2023 : Bottoms d'Emma Seligman : PJ (également co-scénariste et productrice déléguée)
- 2023 : Sam fait plus rire (I Used to Be Funny) d'Ally Pankiw : Sam Cowell
- 2023 : Finalmente l'alba de Saverio Costanzo : Nan Roth
- 2024 : Saturday Night de Jason Reitman : Rosie Shuster
- 2025 : Bunnylovr de Katarina Zhu : Bella
- 2025 : Holland de Mimi Cave : Candy DeBoer

### Télévision
- 2018 : High Maintenance : une figurante (saison 2, épisode 3)
- 2020 : Ayo and Rachel Are Single (web-série) : Rachel (également co-scénariste)
- 2021 : Call Your Mother (en) : Jackie Raines
- 2023 : The Idol : Leia (rôle récurrent)
- 2023 : Teenage Euthanasia : Dr Brittany St. Clair (voix - saison 2, épisode 5)
- 2025 : Untitled Rachel Sennott Project (également créatrice, co-scénariste et productrice déléguée)